# Istriska lantdagen
Istriska lantdagen (kroatiska: Istarski sabor, italienska: Dieta provinciale istriana, tyska: Istrischer Landtag) var en lantdag och regional beslutande församling i markgrevskapet Istrien, då en administrativ del av det österrikiska kustlandet i kejsardömet Österrike och sedermera i Österrike-Ungern. Lantdagen var verksam 1861-1916.

## Historia
Lantdagen grundades 1861 och upplöstes formellt 1916 även om det sista sammanträdet hölls 1910. Sammanträdena hölls inledningsvis i Parenzo men i slutet av 1800-talet och början av 1900-talet även i Pola och Capodistria.
Flera sammanträden kom att kännetecknas av konflikten mellan italienare som utgjorde den politiska eliten och kroater och slovener som önskade större rättigheter. Italienska användes vid sammanträdena men kroater och slovener hävdade rätten att få använda sina modersmål i lantdagen. "Språkfrågan" hade politiska undertoner. I samband med första världskrigets utbrott upplöstes lantdagen och kejsaren utsåg en krigskommissionär som kom att ersätta lantdagen.

## Arbetsområden
Lantdagen fattade bland annat beslut i frågor relaterade till jordbruk, boskapshållning, skogsbruk och administrationen av offentliga byggnader. Alla beslut var tvungna att godkännas av kejsaren i Wien innan de kunde träda i kraft.

## Struktur
Lantdagen leddes av en ordförande vars officiella titel var provinsiell kapten (Capetano Provinciale). Den provinsiella kaptenen utsågs av kejsaren. De deputerade valdes av den provinsiella beredningen (Giunta Provinciale) som i sin tur bestod av 4-8 medlemmar. Kejsaren sammankallade och upplöste lantdagen och bland ledamöterna utsåg regeringen i Wien sin representant. Ledamöternas mandatperioder var maximalt 6 år.